# Chō Wonderful 6
Albums de Cute
Shocking 5
(24 février 2010) Dai Nana Shō
(8 février 2012)
Singles
1. Campus Life ~Umarete Kite Yokatta~
Sortie : 28 avril 2010
2. Dance de Bakōn!
Sortie : 25 août 2010
3. Aitai Lonely Christmas
Sortie : 1er déc. 2010
4. Kiss Me Aishiteru
Sortie : 23 février 2011

Chō Wonderful 6 (超WONDERFUL6, ou Chou…, Cho…) est le sixième album du groupe de J-pop Cute, sorti en 2011.

## Présentation
L'album, écrit et produit par Tsunku, sort le 6 avril 2011 au Japon sur le label zetima (d'abord prévue pour le 23 mars, sa sortie a été repoussée de deux semaines à la suite du séisme de mars 2011). Il atteint la 20e place du classement de l'Oricon. Il sort aussi en édition limitée au format CD+DVD avec une pochette différente et un DVD en supplément.
L'album contient onze titres, dont quatre sortis précédemment en singles : Campus Life ~Umarete Kite Yokatta~, Dance de Bakōn! et Aitai Lonely Christmas en 2010, et Kiss Me Aishiteru un mois et demi avant l'album. Chacune des cinq chanteuses interprète le chant principal d'une des autres chansons.

## Membres
- Maimi Yajima
- Saki Nakajima
- Airi Suzuki
- Chisato Okai
- Mai Hagiwara

## Liste des titres
CD
1. Chō Wonderful! (超WONDERFUL!?)
2. Midnight Temptation
3. Kiss Me Aishiteru (Kiss me 愛してる?)
4. Iza, Susume! Steady go! (いざ、進め！ Steady go!?) (lead vocal : Saki Nakajima)
5. Rururururu (ルルルルル?) (lead vocal : Airi Suzuki)
6. Wakaretakunai… (別れたくない・・・?) (lead vocal : Chisato Okai)
7. Aitai Lonely Christmas (会いたいロンリークリスマス?)
8. Circle (サークル?) (lead vocal : Mai Hagiwara)
9. Dance de Bakōn! (Danceでバコーン!?)
10. 3 Ban Home 3 Ryōme (３番ホーム ３両目?) (lead vocal : Maimi Yajima)
11. Campus Life ~Umarete Kite Yokatta~ (キャンパスライフ～生まれて来てよかった～?)

DVD de l'édition limitée
1. Aitai Lonely Christmas (White Christmas Ver.) (会いたいロンリークリスマス...?)
2. Kiss Me Aishiteru (Dance Shot Ver.) (Kiss me 愛してる...?)
3. Jacket (...) Making (ジャケット撮影メイキング?)
4. Kiss Me Aishiteru (Dance Lesson Making) (Kiss me 愛してる（ダンスレッスンメイキング）?)